# Олдакі (Остроленцький повіт)
Олдакі (пол. Ołdaki) — село в Польщі, у гміні Жекунь Остроленцького повіту Мазовецького воєводства.
Населення — 152 особи (2011).
У 1975-1998 роках село належало до Остроленцького воєводства.

## Демографія
Демографічна структура станом на 31 березня 2011 року:
|          | Загалом | Допрацездатний вік | Працездатний вік | Постпрацездатний вік |
| -------- | ------- | ------------------ | ---------------- | -------------------- |
| Чоловіки | 84      | 22                 | 54               | 8                    |
| Жінки    | 68      | 20                 | 33               | 15                   |
| Разом    | 152     | 42                 | 87               | 23                   |